# Inn

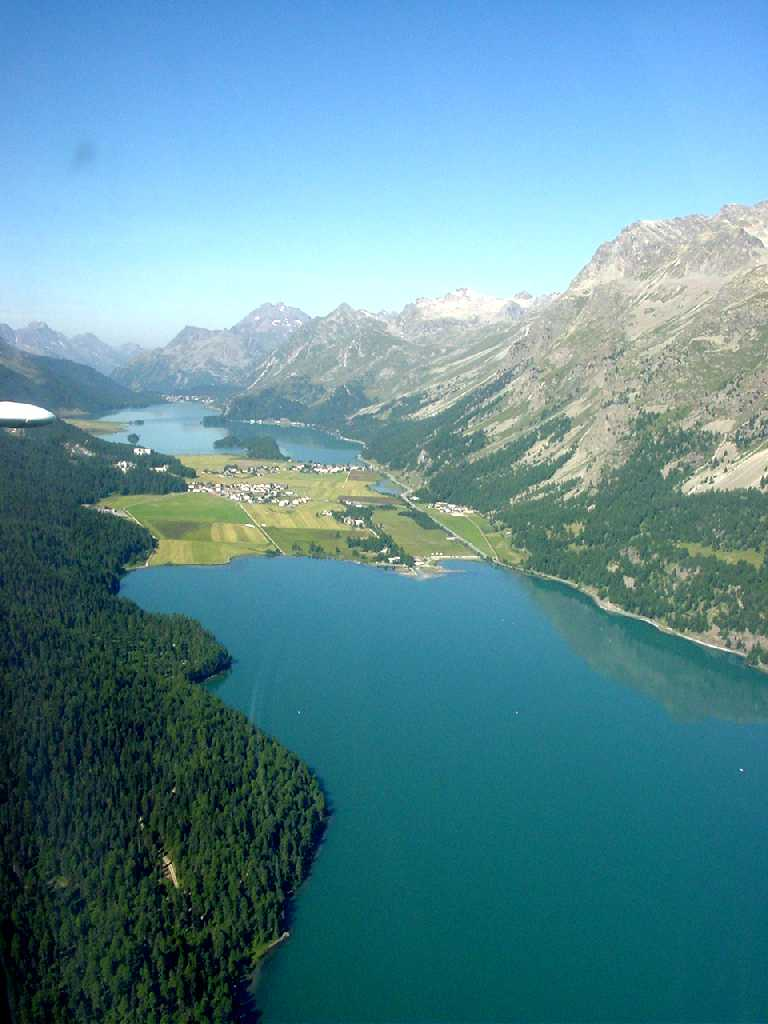
I laghi di Sils e Silvaplana, formati dall'Inn in alta Engadina

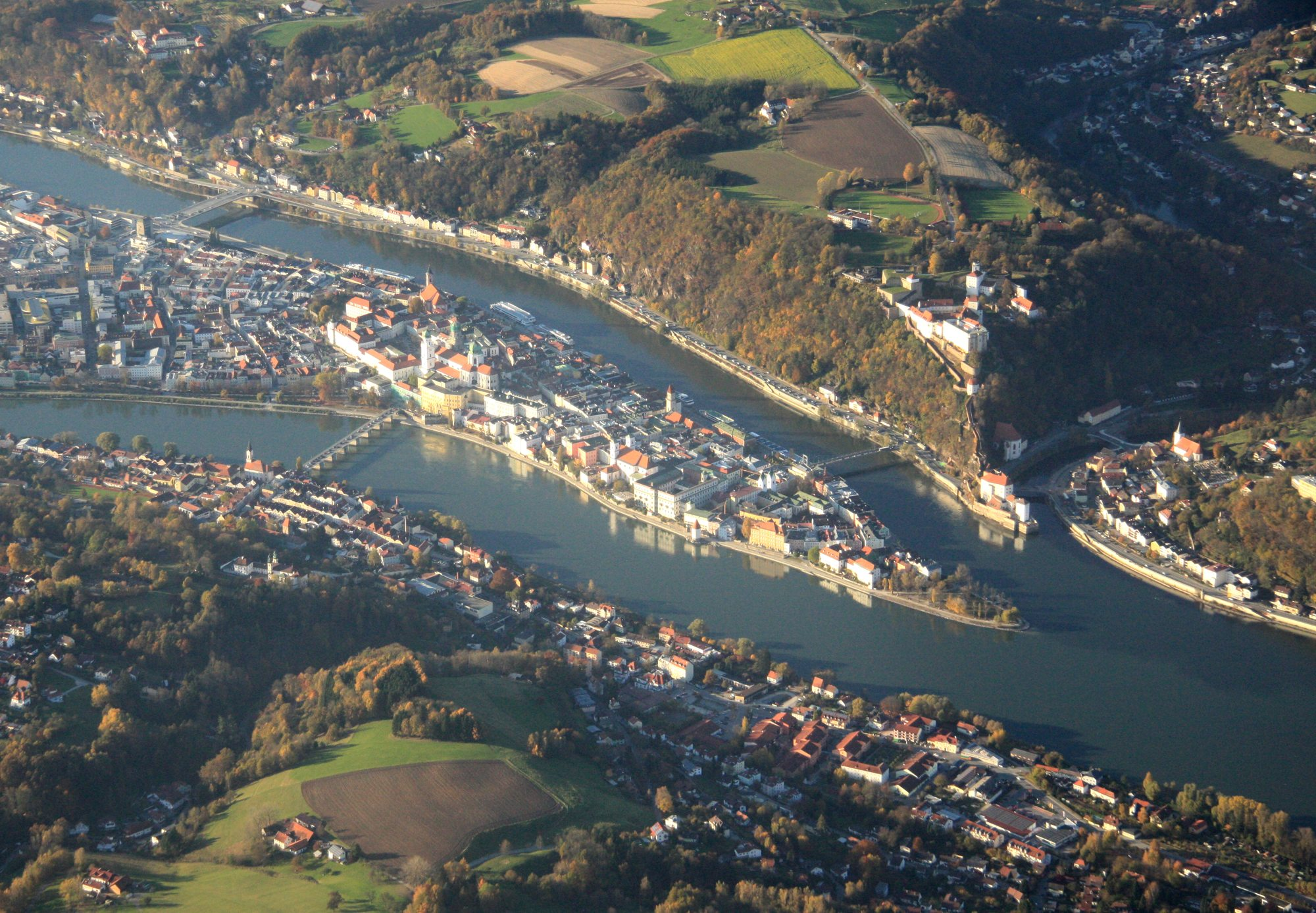
La confluenza dell'Inn nel Danubio a Passavia

L'Inn (in romancio En, in latino Aenus, in italiano storico Eno o Inno) è un importante fiume dell'Europa centrale, tributario destro del Danubio, lungo 517 chilometri. Il punto più alto del suo bacino idrografico è il Piz Bernina, a 4 049 metri, mentre la sorgente è considerata essere il Lago Lunghin (2 484 m), ubicato  nelle Alpi Svizzere, vicino al Passo del Maloja in alta Engadina (dal romancio Engiadina e in origine dal latino vallis Eniatina, "valle degli Eniati", ossia gli abitanti della valle dell'Inn), a ovest di St. Moritz, vicino al confine italiano.

## Idrografia
A poca distanza dalla sorgente forma i due laghi di Sils e di Silvaplana, dai quali esce verso nord-est, percorrendo tutta l'Engadina e passando per importanti centri abitati come St. Moritz e Zernez. Nei pressi di Zernez l'Inn riceve le acque dello Spöl, che nasce in territorio italiano dalla Forcola di Livigno. Dopo Scuol nella bassa Engadina il fiume traccia per un breve tratto il confine tra Svizzera e Austria per poi entrare definitivamente nel Tirolo austriaco nei pressi di Pfunds e giungere a Landeck ed infine scorrere in direzione est fino ad attraversare Innsbruck (in tedesco ponte sull'Inn). Nei pressi di Kufstein l'Inn lascia la vallata che prende il suo nome ed entra in Baviera (Germania), dove scorre verso nord e attraversa città come Rosenheim, Wasserburg am Inn e Waldkraiburg, poi il percorso vira a est, scorre presso Mühldorf am Inn e Neuötting e riceve i due grandi tributari Alz e Salzach.
Da qui alla confluenza col Danubio forma il confine tra la Germania (Baviera) e l'Austria (Austria Superiore). Città in questa ultima sezione del fiume sono Simbach am Inn, Braunau am Inn e Schärding. Tra le piccole cittadine sul fiume ci sono Braunau am Inn in Austria, luogo di nascita di Adolf Hitler e Marktl am Inn in Baviera (Germania), luogo di nascita del Papa Benedetto XVI.
Infine a Passavia l'Inn confluisce nel Danubio (nei pressi della confluenza dell'Ilz). Sebbene l'Inn abbia un flusso medio maggiore del Danubio alla confluenza e il suo bacino contenga il punto più alto del bacino dell'Inn-Danubio, l'Inn è considerato un tributario del Danubio, perché quest'ultimo ha una lunghezza maggiore, un bacino più ampio e ha un flusso più regolare.
L'Inn è l'unico fiume che nasce in Svizzera e sfocia nel Mar Nero (attraverso il Danubio).
Il fiume è luogo di attività sportive come rafting e windsurf sui laghi che forma.

## Città sull'Inn
- Svizzera: Maloja, Sils in Engadina/Segl, Sankt Moritz, Samaden, Zuoz, Zernez, Scuol, Ftan, Ardez
- Austria: Pfunds, Landeck, Imst, Innsbruck, Hall in Tirol, Schwaz, Rattenberg, Wörgl, Kufstein, Braunau am Inn, Schärding
- Germania: Rosenheim, Wasserburg am Inn, Mühldorf am Inn, Neuötting, Marktl, Simbach am Inn, Passau

## Affluenti

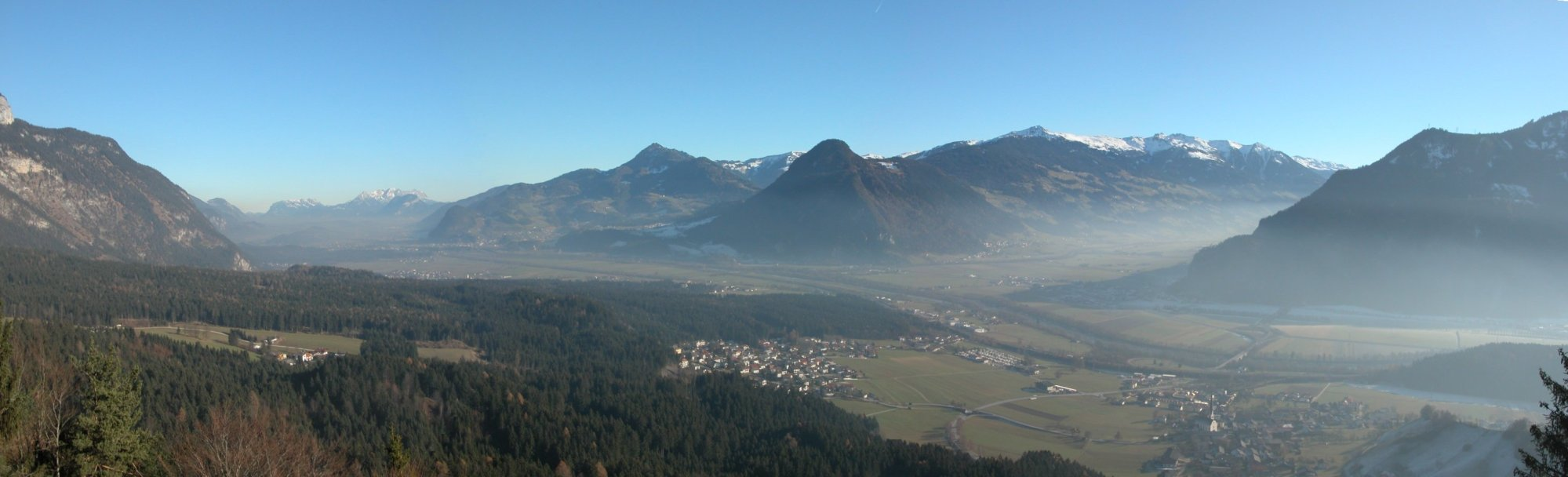
Panorama della valle dell'Inn. A destra nella foto c'è l'entrata della valle di Ziller.

- Riva destra (dalla sorgente): Flaz, Spöl, Clemgia, Faggenbach, Pitzbach, Ötztaler Ache, Melach, Sill, Ziller, Alpbach, Wildschönauer Ache, Brixentaler Ache, Weißache, Kaiserbach, Rohrdorfer Ache, Sims, Murn, Alz, Salzach, Enknach, Mattig, Ach, Antiesen, Pram
- Riva sinistra (dalla sorgente): Beverin, Schergenbach, Sanna, Gurglbach, Brandenberger Ache, Kieferbach, Auerbach, Kirchbach, Mangfall, Attel, Isen, Rott

## Galleria d'immagini

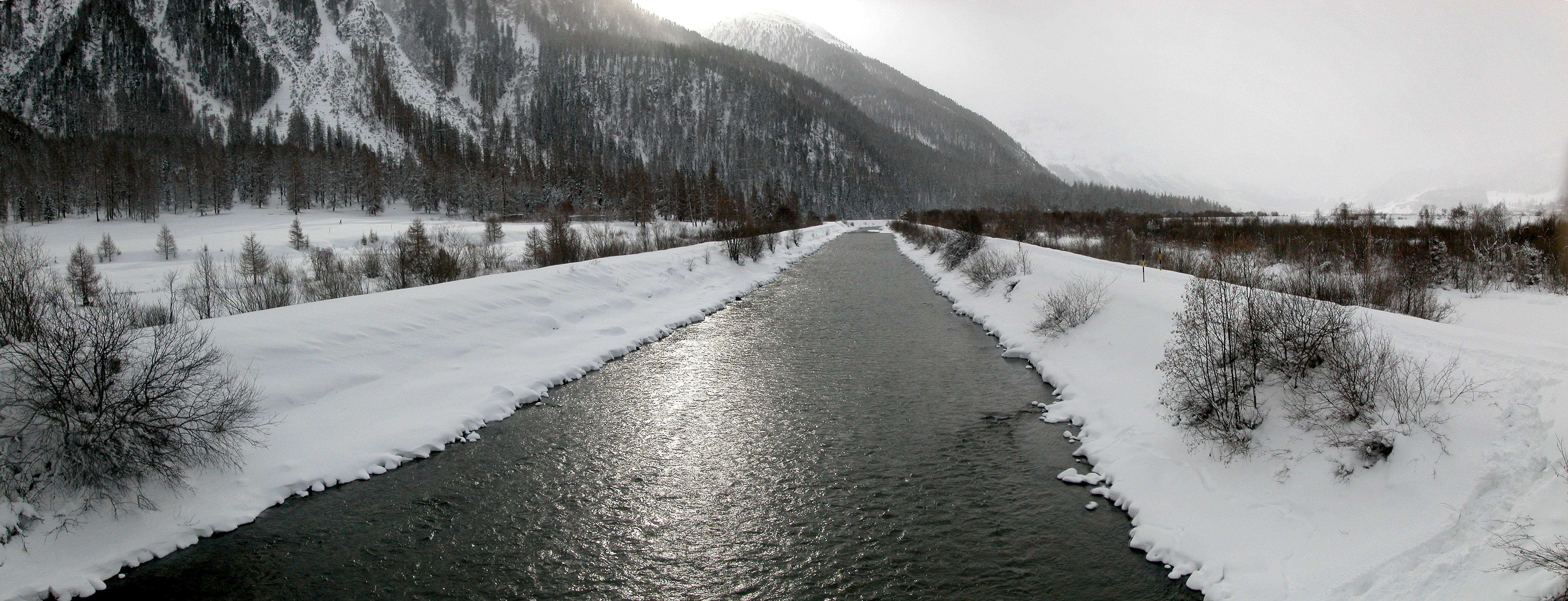
L'Inn a Bever
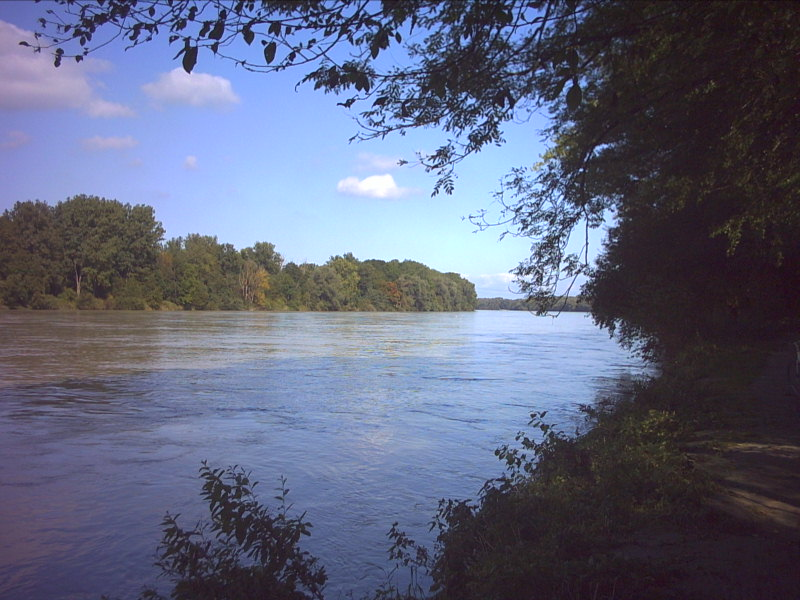
Il fiume Inn nei pressi di Braunau / Simbach
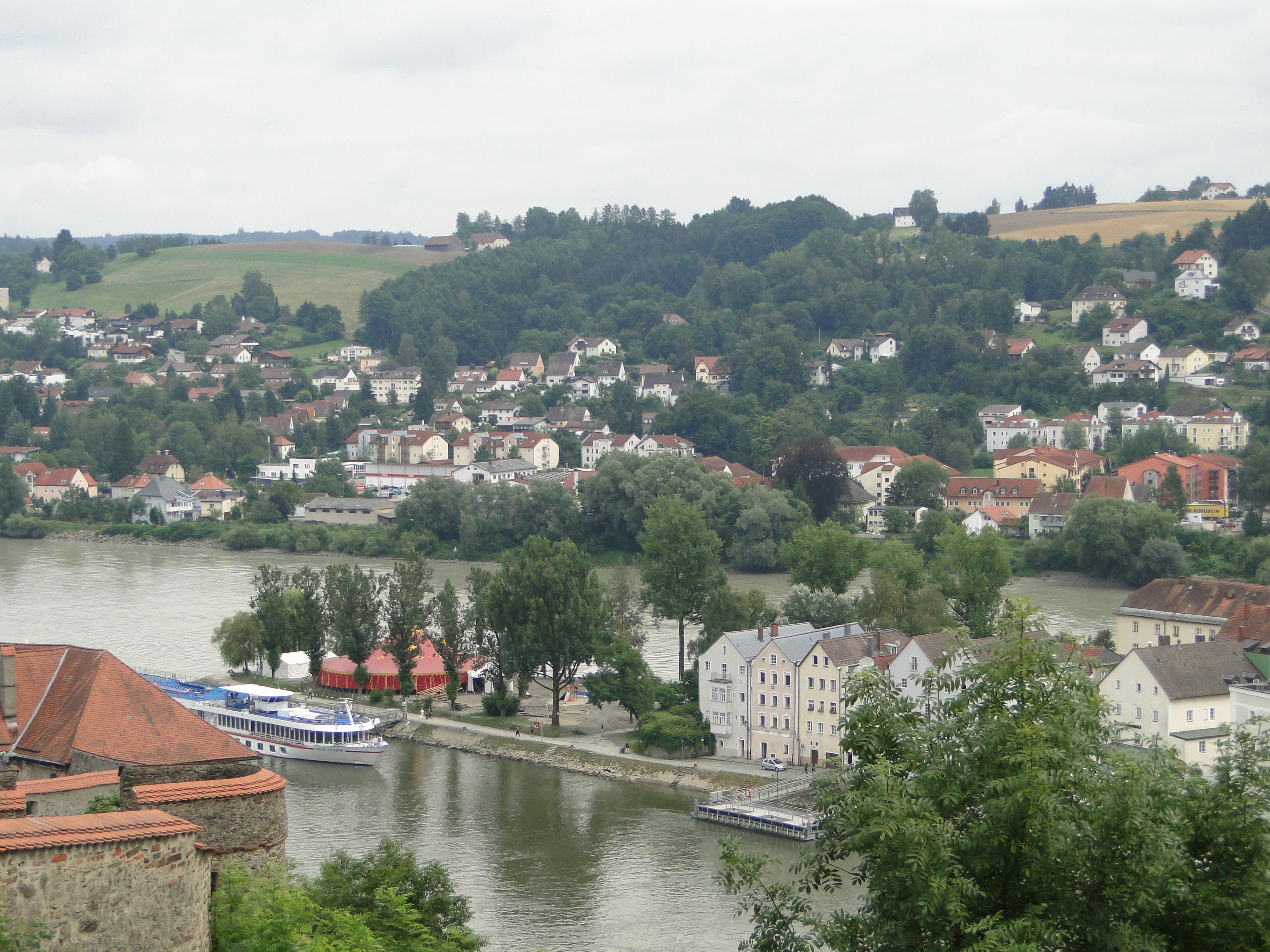
Confluenza dell'Inn (in alto) nel Danubio a Passavia
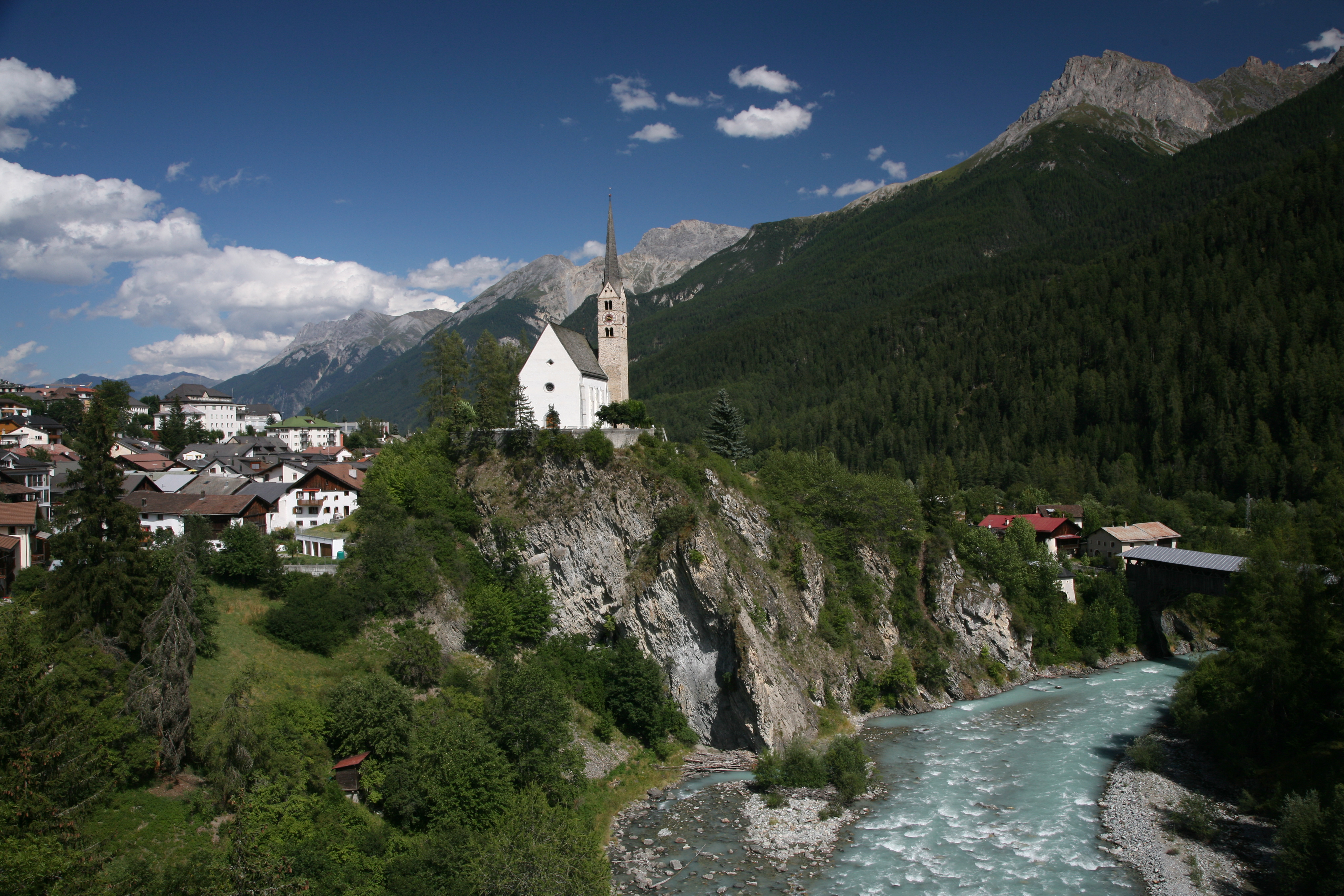
L'Inn nella valle Engadina (Scuol)
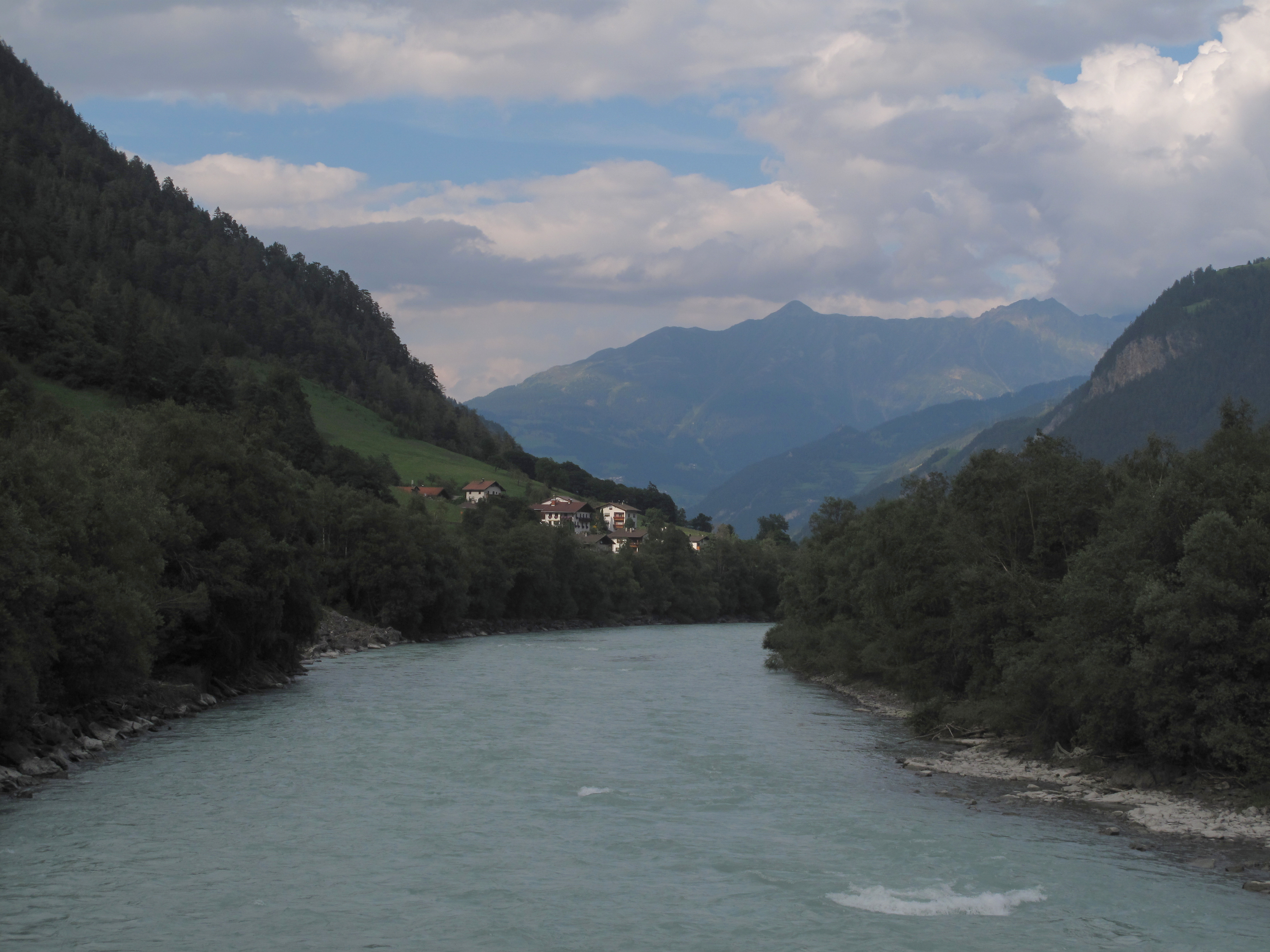
Tra Stein e Pfunds
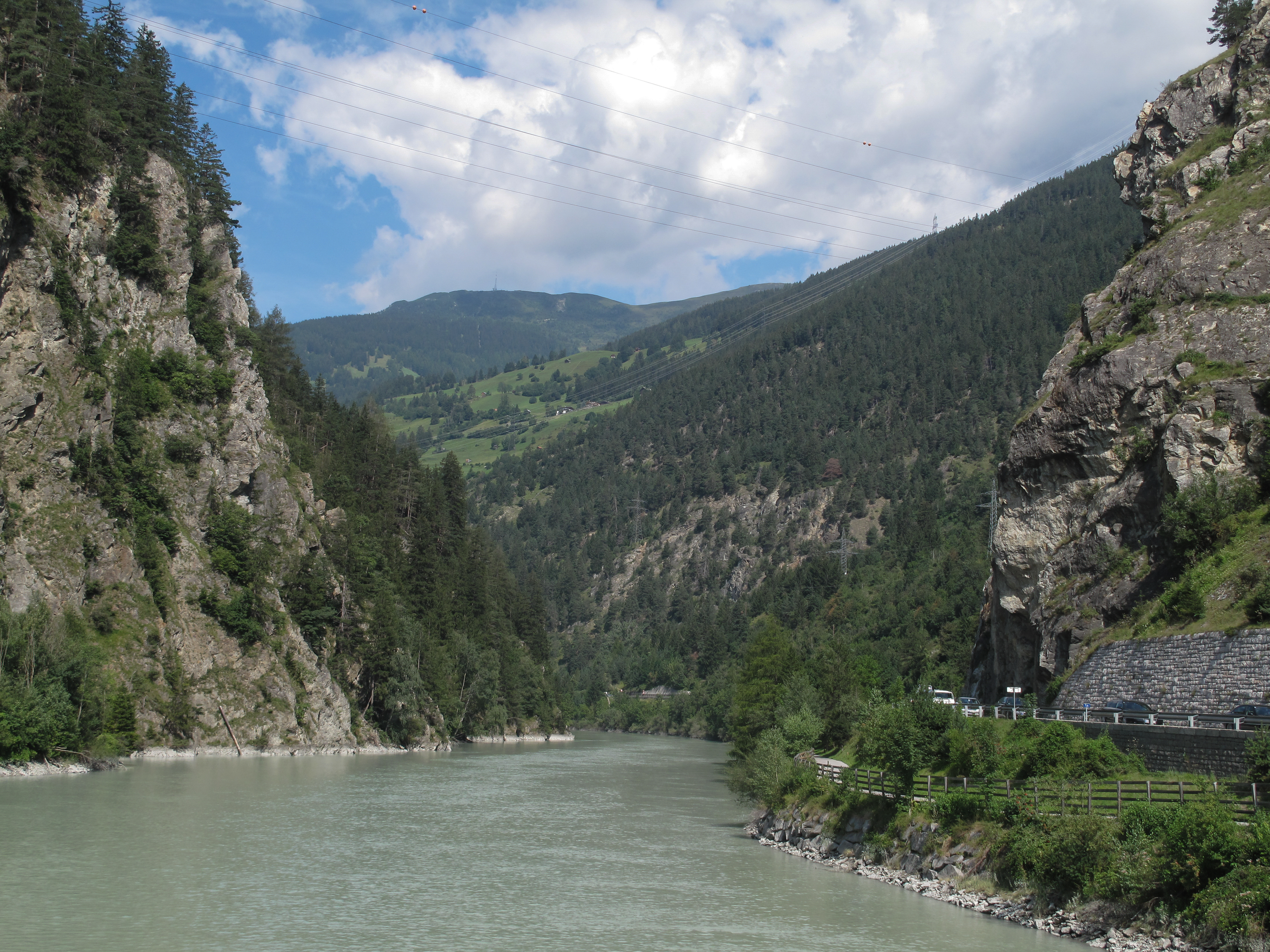
Tra Aussengufer e Fliess
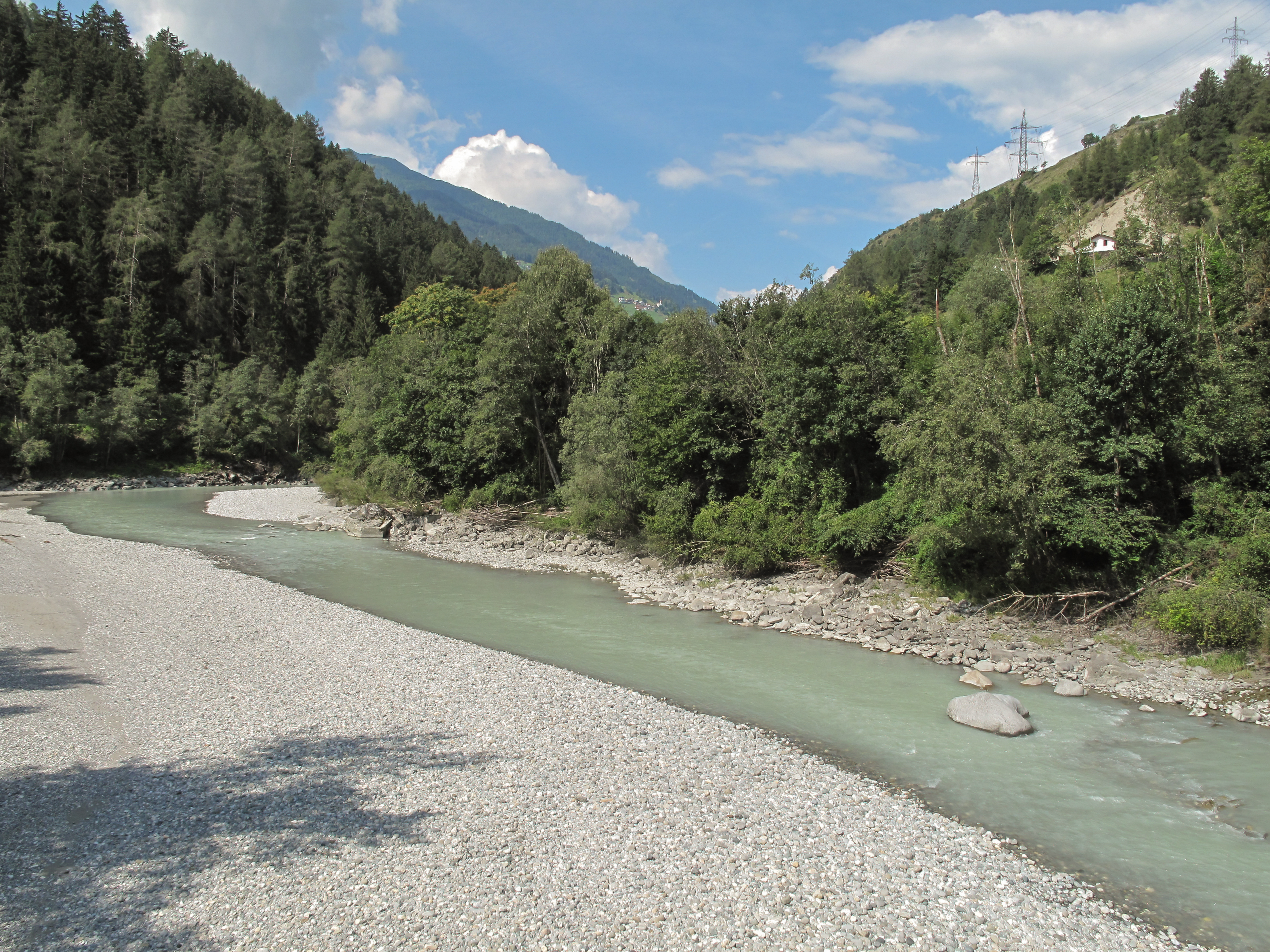
Tra Nesselgarten e Prutz
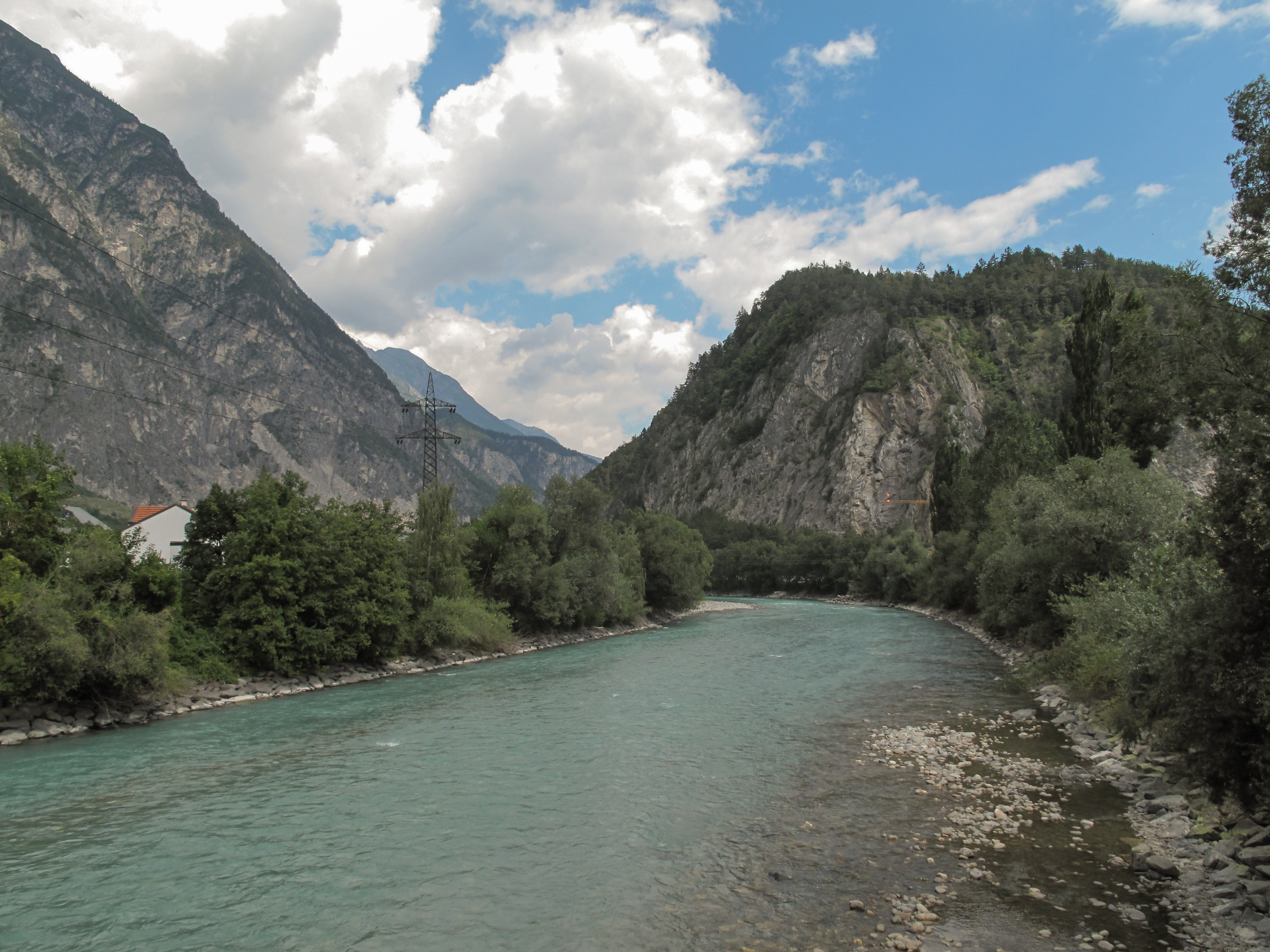
Presso Landeck
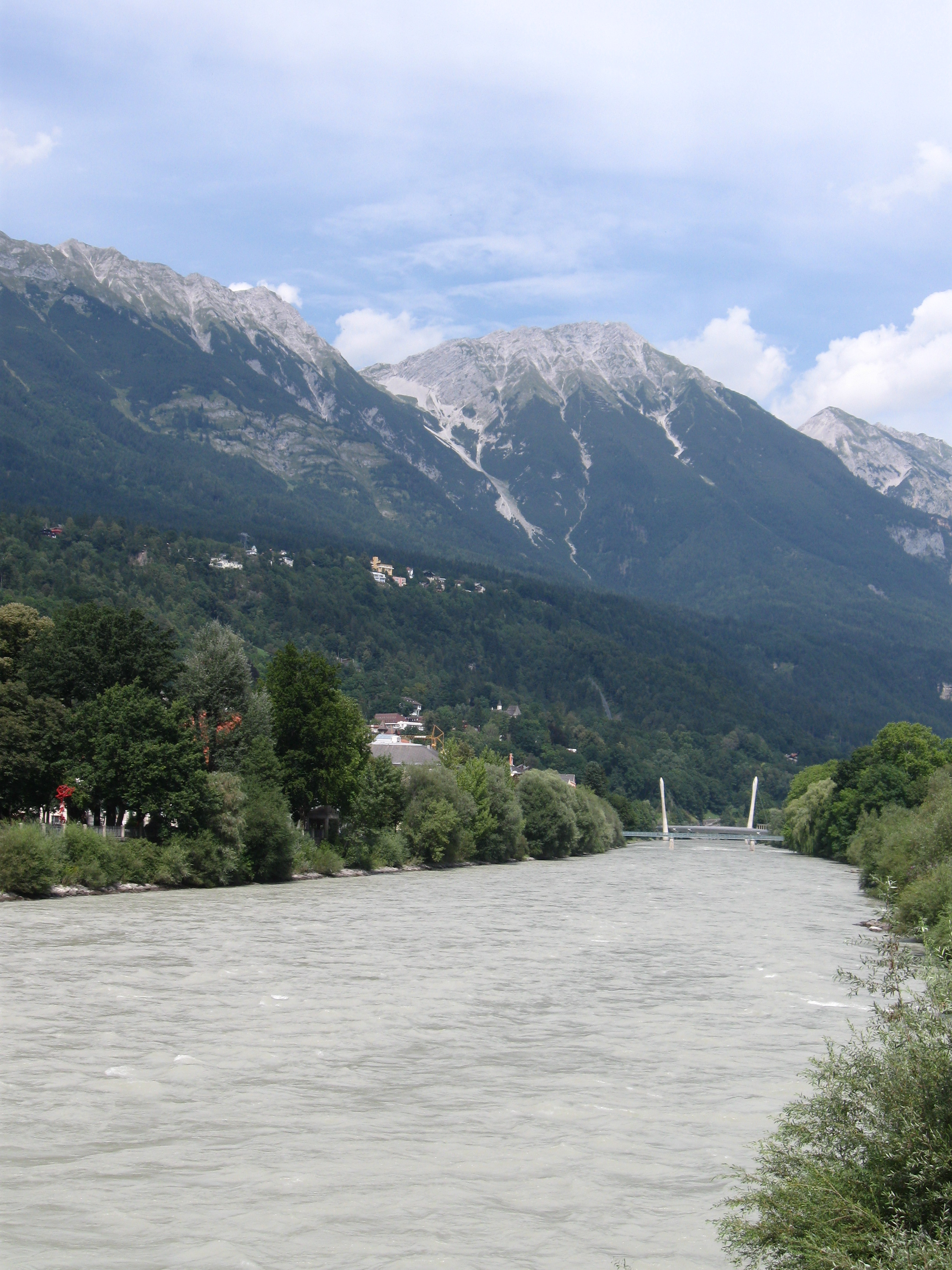
Il fiume Inn presso Innsbruck, Austria
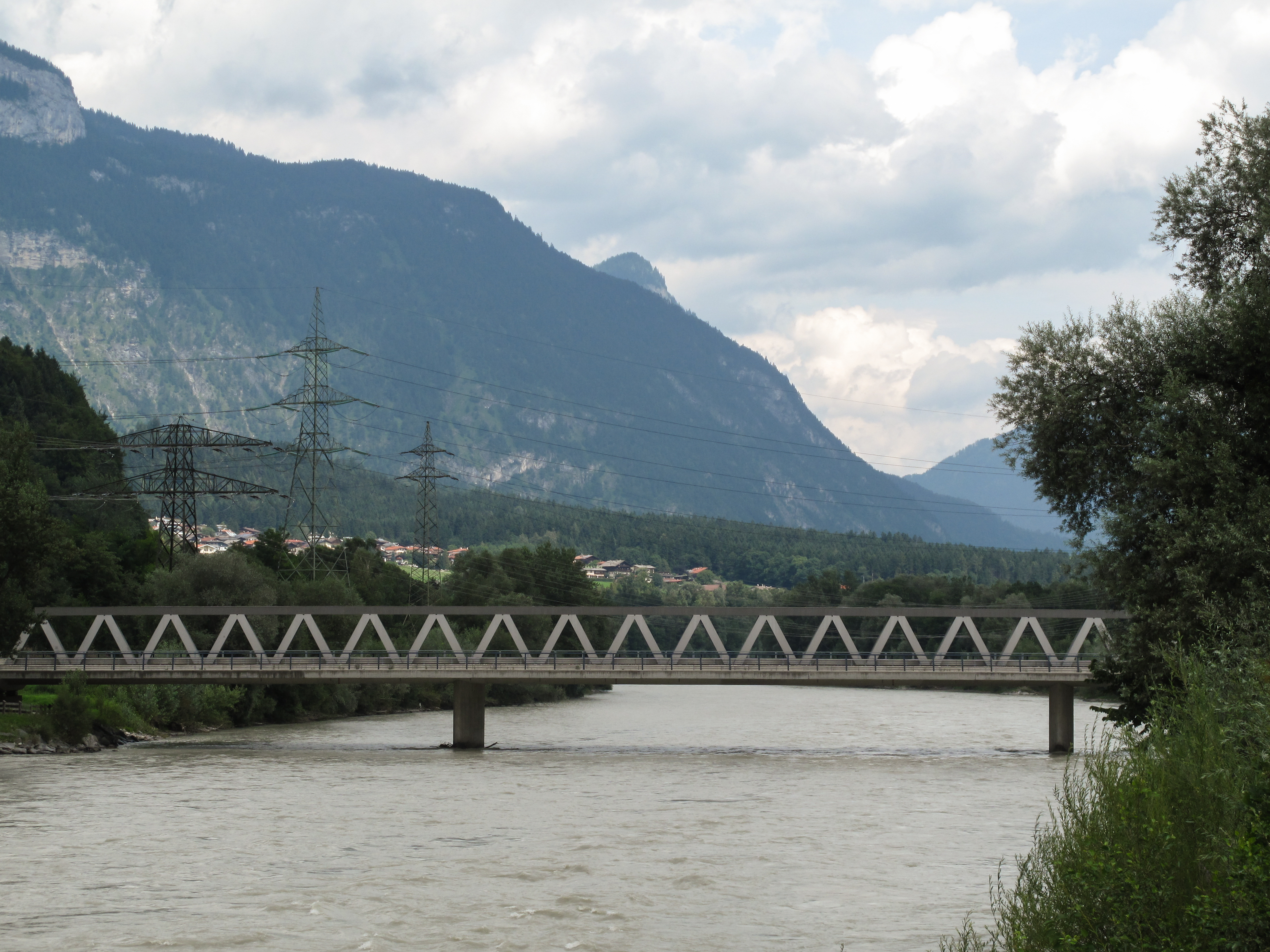
Ponte sull'Inn in Rotholz